# Чёрная Речка (Амурская область)
Чёрная Речка — упразднённый посёлок в Зейском районе Амурской области России. Исключён из учётных данных в 1976 году.

## География
Посёлок располагалось на правом берегу реки Зея в месте впадения в нее реки Черная речка, на расстоянии примерно 13,5 километр (по прямой) к юго-востоку от поселка Береговой. Ныне урочище расположено на дне Зейского водохранилища.

## История
Посёлок возник в 1910 году. По данным на 1916 год посёлок Чёрнореченский состоял из 14 дворов (население составляло 50 человек) и входил в состав Овсяновской волости  1-го стана Амурского уезда Амурской области.
По данным 1926 года на хуторе Чёрнореченском имелось 1 хозяйство крестьянского типа и проживало 11 человек (8 мужчин и 3 женщины). В национальном составе населения преобладали русские. В административном отношении входил в состав Дамбукинского сельсовета Зейского района Зейского округа Дальневосточного края.
В связи со строительство Зейской ГЭС и попаданием поселка в зону затопления, в 1970 году население села было переселено во вновь построенный посёлок Береговой.
Решением Амурского исполкома от 18 мая 1976 года № 208, посёлок Чёрная Речка исключён из учётных данных как фактически не существующий.